# Dornier Do 24
Dornier Do 24 – niemiecka łódź latająca wytwórni Dorniera z 1937, służąca jako samolot rozpoznawczy, transportowy i ratowniczy w czasie II wojny światowej, a potem aż do lat 1970.

## Historia
Prototyp został oblatany 3 lipca 1937, załoga składała się z 5-6 osób. Po próbach fabrycznych uruchomiono produkcje seryjną w wersji Do-24K dla Holandii oraz w wersji niemieckiej Do-24T. Holandia wraz z prototypem zakupiła wersję seryjną i w połowie 1938 rozpoczęto produkcję. Wiosną pierwszy egzemplarz Do 24K opuścił halę produkcyjną. Po wkroczeniu wojsk niemieckich w 1940 holenderska linia produkcyjna pracowała dalej, tym razem na potrzeby niemieckiego lotnictwa morskiego, wypuszczając samoloty pod oznaczeniem Do-24N. Łączna produkcją zamknęła się liczbą prawie 300 samolotów.

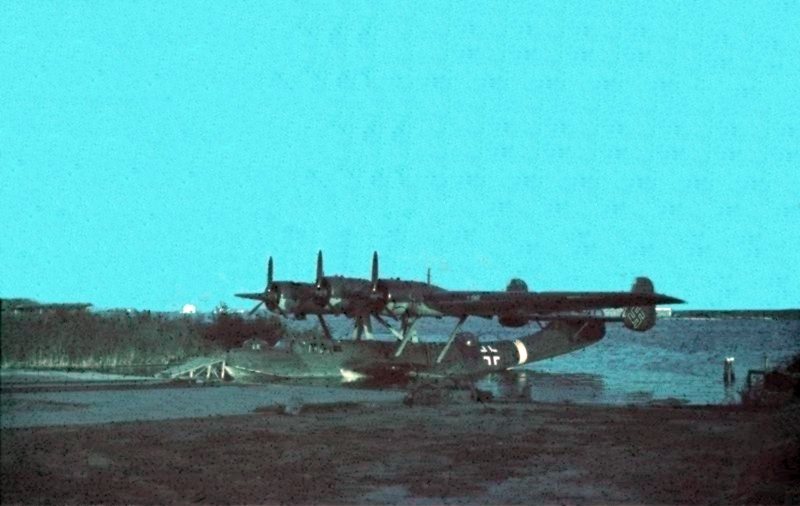
Dornier Do 24N Luftwaffe w Rumunii 1941

## Konstrukcja

Silnik Bramo 323 eksponowany w MLP w Krakowie

Trójsilnikowy górnopłat, o w pełni metalowej, półskorupowej konstrukcji, kryty blachą duralową. Kadłub podzielony na 8 wodoszczelnych przedziałów (dzięki temu po uszkodzeniach pojedynczych przedziałów przez ostrzał posiadał nadal własności pływania), po bokach kadłuba pływaki ustateczniające. Skrzydła wyposażone w lotki i klapy krokodylowe. Wersja Do-24/72 posiadała podwozie chowane w locie, trzy golenie po dwa koła.
Napęd stanowiły:
- w prototypie trzy silniki wysokoprężne rzędowe 6 cylindrowe Junkers Jumo 205C o mocy po 440 kW, śmigła trójłopatowe;
- w wersji Do-24K silniki gwiazdowe 9 cylindrowe Wright GR-1820-6 Cyclone o mocy po 655 kW;
- w wersji Do-24T silniki gwiazdowe 9 cylindrowe Bramo Fafnir 323 o mocy po 1000 kM; śmigła trójłopatowe;
- w wersji Do-24/72 silniki Pratt & Whitney PT6A-50 o mocy po 1120 kM lub Avro Lycoming T-5321A o mocy po 1600 kM, śmigła czterołopatowe o zmiennym skoku z możliwością odwracania ciągu.

Na uzbrojenie składały się cztery kaemy MG-15 kal. 7,92 mm w dwóch stanowiskach strzeleckich, oraz działko kal. 20–30 mm w wieżyczce na kadłubie; samolot mógł przenosić do 600 kg bomb pod skrzydłami.
|                          | Do-24K | Do-24T | Do-24/72 |
| ------------------------ | ------ | ------ | -------- |
| rozpiętość m             | 27,00  | 27,00  | 28,00    |
| długość m                | 21,9   | 21,89  | 24,00    |
| wysokość m               | 5,45   | 5,75   | 7,60     |
| powierzchnia nośna m²    | 108,0  | 108,0  | 110,0    |
| masa własna kg           | 9100   | 10600  | –        |
| masa całkowita kg        | 14500  | 18 400 | 17600    |
| prędkość maksymalna km/h | 340    | 340    | –        |
| prędkość przelotowa km/h | 318    | 295    | 285      |
| pułap praktyczny m       | 5900   | 6300   | 4600     |
| zasięg bojowy km         | –      | 3340   | –        |
| zasięg maksymalny km     | 2900   | 2700   | 3080     |

## Służba
Pierwsze Do-24 trafiły do Luftwaffe w kwietniu 1940. Używane były do lotów rozpoznawczych, patrolowych, transportowych i innych, ale najbardziej zasłużyły się w roli maszyn ratowniczych. Podczas II wojny samoloty po wodowaniu zabrały na pokłady ponad 12000 rozbitków. Jako transportowiec mógł zabrać 24 żołnierzy z 30 kg oporządzenia. Znany jest przypadek ewakuowania 40 żołnierzy z niesprawnym jednym z trzech silników. Latały praktycznie nad wszystkimi akwenami, na i nad którymi operowały siły niemieckie: Atlantykiem, Morzem Północnym, Morzem Arktycznym, Morzem Śródziemnym, Bałtykiem, Morzem Czarnym. W początkowym okresie wojny samoloty intensywnie latały nad kanałem La Manche. Dornier wykazywał znakomitą dzielność morską, dzięki czemu możliwe było wodowanie na dość wzburzonym morzu i start z rozbitkami (fale o wysokości do 1 m).
Łodzie latające Do-24 trafiły też do służby w innych państwach, między innymi w Australii (6 egzemplarzy pod oznaczeniem A-49), Francji (zbudowano na licencji 20 egz. w zakładach CAMS, po II wojnie zbudowano kolejne 22 maszyny), Hiszpanii (12 zakupionych łodzi jako HR-5 używano do 1967 roku oraz na licencji zbudowano kolejne 26 egzemplarzy), Holandii (37 egzemplarzy licencyjnych), Indonezji, Szwecji (kilka egzemplarzy) i ZSRR (kilka egzemplarzy).
Samoloty holenderskie bazujące w Holenderskich Indiach Wschodnich, od 13 grudnia 1941 wykonywały loty bojowe w celu zwalczania floty japońskiej. 17 grudnia 1941 zatopiły bombami niszczyciel japoński „Shinonome”. Gdy Japończycy zajęli Indie Holenderskie, ostatnie 6 egzemplarzy przeleciało do Australii. Samoloty najdłużej służyły w hiszpańskim ratownictwie morskim, aż do 1970.
Popularność samolotu spowodowała, że kilka razy próbowano go modyfikować. Po II wojnie powstała wersja Do-24TT napędzana silnikami turbośmigłowymi. W 1972 zbudowano wariant Do-24/72 i planowano nawet uruchomienie produkcji seryjnej, lecz zrezygnowano wobec niewielkiego zapotrzebowania na łodzie latające. Do początku XXI w. pozostało kilka samolotów w rękach prywatnych, między innymi jeden z nowym płatem i silnikami turbośmigłowymi został zaprezentowany podczas Berlińskiego Salonu Lotniczego w 2004. Lata nim właściciel Iren Dornier (wnuk właściciela zakładów Dornier Claude'a Dornier'a).